# Mahdí Benatía
Mahdí Benatía (anglickým přepisem Mehdi Amine El Mouttaqi Benatia či Medhi Benatia, arabsky مهدي بنعطية; narozen 17. dubna 1987, Courcouronnes, Francie) je bývalý francouzsko-marocký fotbalový obránce a reprezentant Maroka. Bývalý hráč klubu Al Duhail  Hrál na postu stopera (středního obránce).
Působil ve Francii, Itálii a Německu.

## Úspěchy

### Individuální
- Tým roku Serie A – 2013/14[3]
- Nejlepší jedenáctka podle ESM – 2013/14[4]